# Кралєвці (Светий Юрій-об-Щавниці)
Кралєвці (словен. Kraljevci) — поселення в общині Светий Юрій-об-Щавниці, Помурський регіон, Словенія. Висота над рівнем моря: 233,2 м.